# Bölönpatak
Bölönpatak (románul Belin-Vale, régebben Valea Belinului) Bölön községhez tartozó település Romániában, Kovászna megyében, Erdővidéken. Sepsiszentgyörgytől 37 km-re, a községközpontól pedig 2 km-re északnyugatra, a Baróti-hegység nyugati előterében fekszik.
Túlsúlyban románok és romák lakta falu. Az 1977-es népszámlálásig romákat nem regisztráltak, azóta számuk folyamatosan növekszik.